# Koran Manado
Koran Manado is een Indonesisch dagblad in Indonesië, gevestigd in Manado. Het is een vrij kleine krant (17.000 exemplaren) en wordt uitgegeven door Lintas Manado group. De hoofdredacteur is Adry Mamangkey.